# Recologne-lès-Rioz
Recologne-lès-Rioz is een gemeente in het Franse departement Haute-Saône (regio Bourgogne-Franche-Comté) en telt 226 inwoners (1999). De plaats maakt deel uit van het arrondissement Vesoul.

## Geografie
De oppervlakte van Recologne-lès-Rioz bedraagt 10,4 km², de bevolkingsdichtheid is 21,7 inwoners per km².
De onderstaande kaart toont de ligging van Recologne-lès-Rioz met de belangrijkste infrastructuur en aangrenzende gemeenten.

## Demografie
Onderstaande figuur toont het verloop van het inwonertal (bron: INSEE-tellingen).